# 施泰因巴赫河 (美因河，維爾茨堡)
49°46′35″N 9°55′54″E / 49.776376°N 9.931705°E
施泰因巴赫河是德國的河流，位於該國東南部，由巴伐利亞負責管轄，屬於美因河的左支流，河道全長5.3公里，流域面積14平方公里，發源自赫希貝格以南。